# Rally Trans Itapúa
O Rally Trans Itapúa é um evento internacional de ralis com sede em Encarnación, Itapúa, no sudeste do Paraguai.
O rali é uma prova do campeonato de ralis sul-americano Codasur e do Campeonato Nacional Paraguaio, realizada geralmente em março. A competição foi criada em 1981 e tem-se realizado até hoje com algumas interrupções.
Para o ano de 2025, o promotor do Campeonato do Mundo de Rali (WRC) anunciou a integração do Rali do Paraguai no calendário, em agosto, baseado no Rally Trans Itapua, que decorrerá paralelamente na sua data original

## História
O evento foi realizado pela primeira vez em 1981 e durou apenas um breve período até 1983, quando a instabilidade política tomou conta do Paraguai. Após a retoma do evento em 1989, o evento tem ocorrido continuamente desde então, exceto por um breve interregno em 2004-05.
Os pilotos paraguaios venceram todos os eventos, mesmo após o fluxo de pilotos internacionais nos últimos anos. Em particular, os irmãos Galanti dominaram o evento. Alejandro Galanti venceu o evento sete vezes entre 1998 e 2012, enquanto seu irmão mais velho, Marquito Galanti, conquistou quatro vitórias. Todas as onze vitórias foram em carros da Toyota, abrangendo carros do Grupo A, WRC e mais recentemente Super 2000. Em 2008, o primeiro campeão paraguaio do CODASUR, Victor Galeano, venceu o evento. Em 2013, o tricampeão do Codasur, Gustavo Saba, finalmente conseguiu uma vitória popular em seu evento em casa.

## Lista de vencedores
Fonte em parte de: 
| Ano                     | Vencedor                                | Carro                                   |
| ----------------------- | --------------------------------------- | --------------------------------------- |
| 1981                    | Santiago Silguero                       | Datsun 160J                             |
| 1982                    | Santiago Silguero                       | Datsun 160J                             |
| 1983                    | Juan Viveros                            | Datsun 160J                             |
| 1984–1988 não realizado |                                         |                                         |
| 1989                    | Alfredo Scheid                          | Volkswagen Golf 2.0                     |
| 1990                    | Eduardo Elizeche                        | Volkswagen Golf 1.6                     |
| 1991                    | Orlando Penner                          | Volkswagen Golf 1.8                     |
| 1992                    | Pedro Fadul                             | Volkswagen Golf 1.8                     |
| 1993                    | Orlando Penner                          | Volkswagen Golf 1.8                     |
| 1994                    | Orlando Penner                          | Volkswagen Golf 2.0                     |
| 1995                    | Marquito Galanti                        | Toyota Celica GT-Four                   |
| 1996                    | Marquito Galanti                        | Toyota Celica GT-Four                   |
| 1997                    | Marquito Galanti                        | Toyota Celica GT-Four                   |
| 1998                    | Alejandro Galanti                       | Toyota Celica GT-Four                   |
| 1999                    | Marquito Galanti                        | Toyota Corolla WRC                      |
| 2000                    | Alejandro Galanti                       | Toyota Celica GT-Four                   |
| 2001                    | Francisco Gorostiaga                    | Toyota Corolla WRC                      |
| 2002                    | Francisco Gorostiaga                    | Toyota Corolla WRC                      |
| 2003                    | Francisco Gorostiaga                    | Toyota Corolla WRC                      |
| 2004–2005 não realizado |                                         |                                         |
| 2006                    | Alejandro Galanti                       | Toyota Corolla WRC                      |
| 2007                    | Alejandro Galanti                       | Toyota Corolla WRC                      |
| 2008                    | Victor Galeano                          | Mitsubishi Lancer Evo IX                |
| 2009                    | Alejandro Galanti                       | Toyota Corolla S2000                    |
| 2010                    | Alejandro Galanti                       | Toyota Corolla S2000                    |
| 2011                    | Tiago Weiler                            | Mitsubishi Lancer Evo IX                |
| 2012                    | Alejandro Galanti                       | Toyota Corolla S2000                    |
| 2013                    | Gustavo Saba                            | Škoda Fabia S2000                       |
| 2014                    | Diego Domínguez                         | Ford Fiesta R5                          |
| 2015                    | Gustavo Saba                            | Škoda Fabia S2000                       |
| 2016                    | Diego Domínguez                         | Ford Fiesta R5                          |
| 2017                    | Marcos Ligato                           | Škoda Fabia R5                          |
| 2018                    | Diego Domínguez                         | Hyundai i20 R5                          |
| 2019                    | Diego Domínguez                         | Hyundai i20 R5                          |
| 2020                    | cancelado devido à Pandemia de COVID-19 | cancelado devido à Pandemia de COVID-19 |
| 2021                    | Gustavo Saba                            | Volkswagen Polo GTI R5                  |
| 2022                    | Diego Domínguez                         | Volkswagen Polo GTI R5                  |
| 2023                    | Fabrizio Zaldivar                       | Hyundai i20 N Rally2                    |
| 2024                    | Agustín Alonso                          | Volkswagen Polo GTI R5                  |